# NGC 190A
NGC 190A (други обозначения – MCG 1-2-42, ZWG 409.51, 3ZW 10, HCG 5B, DRCG 2 – 61, PGC 2325) е елиптична галактика (E) в съзвездието Риби.
Обектът първоначално не влиза в оригиналната редакция на „Нов общ каталог“, а е добавен по-късно.